# Национальная и университетская библиотека Святого Климента Охридского
Национальная и университетская библиотека Святого Климента Охридского (макед. Национална и универзитетска библиотека „Св. Климент Охридски“) — национальная библиотека Северной Македонии, расположенная в столице страны Скопье.

## История и описание
Библиотека стала одним из первых официальных учреждений, основанных по решению Антифашистского собрания по народному освобождению Македонии, созванного 2 августа 1944 года. Библиотека же была основана 23 ноября того же года.
Библиотека была названа в честь святого Климента Охридского, создавшего в 866 году Охридскую книжную школу и считающегося родоначальником библиотечного дела в Македонии.
Первоначальный фонд библиотеки составлял около 150 000 единиц хранения, в основном, университетские учебники и научные издания в области гуманитарных и социальных наук: литературы, этнологии, географии, истории и др., кроме того собрания библиотеки включали значительную часть справочной литературы (энциклопедии, словари, библиографии) и около 300 наименований периодических изданий. В 1945 году по решению вс того же Антифашистского собрания, библиотека начинает получать копии всех материалов, опубликованных в Республике Македонии, а также и в тогдашней Югославии. Таким образом, библиотека стала национальной библиотекой бывшей Народной Республики Македонии и одной из восьми национальных библиотек всей Югославии. Начиная с 1991 года, после провозглашения независимости Республики Македонии, библиотека получила статус национальной новообразованного государства.